# 雷西姆农历史与民俗博物馆

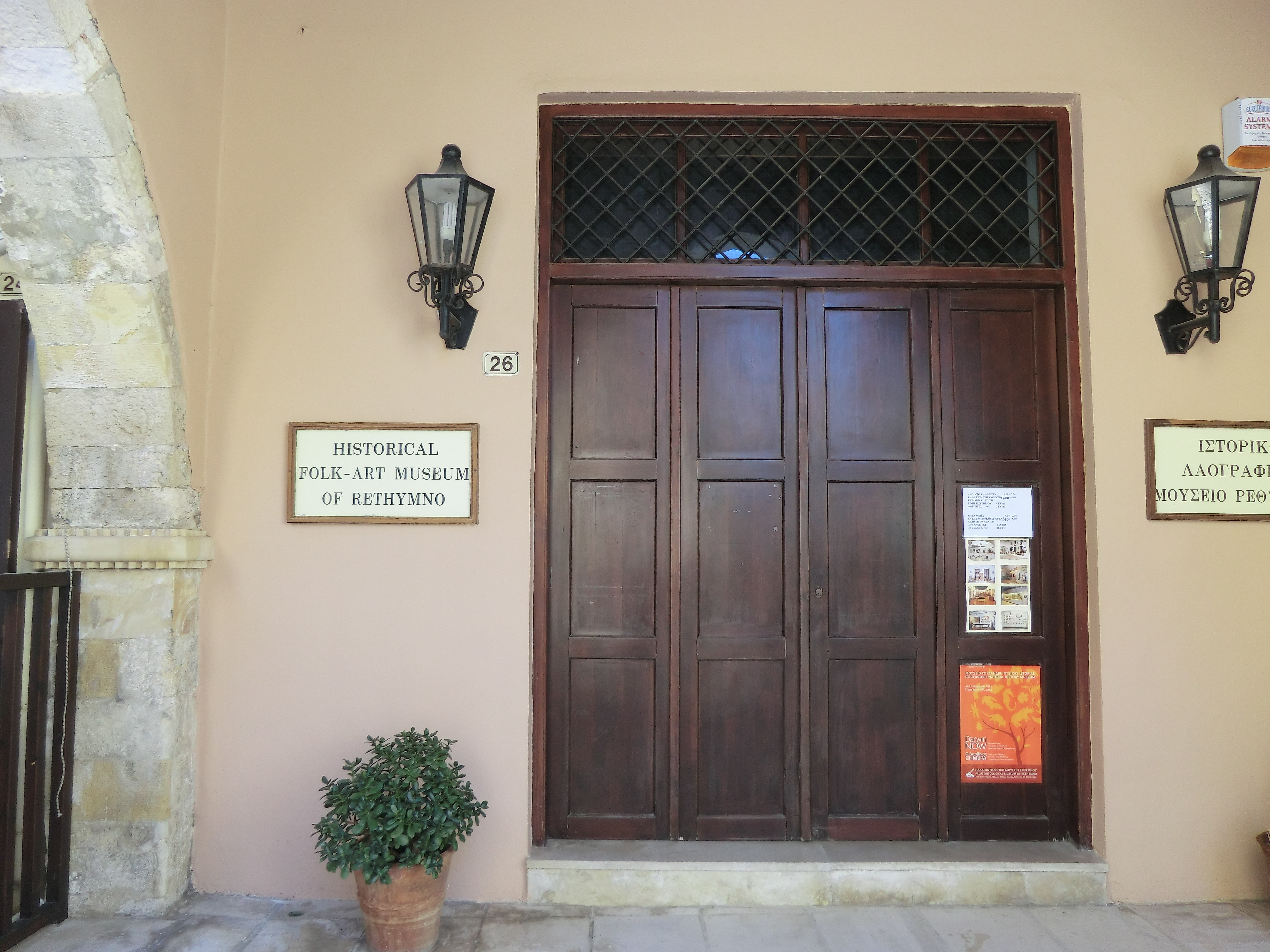

雷西姆农历史与民俗博物馆（英語：Historical and Folklore Museum of Rethymno）是希腊克里特岛雷西姆农的一个博物馆。